# فرودگاه شهری میشیگان سیتی
فرودگاه شهری میشیگان سیتی (به انگلیسی: Michigan City Municipal Airport) یک فرودگاه همگانی بهره‌برداری هوایی با کد یاتا MGC است که یک باند فرود آسفالت دارد و طول باند آن ۱۲۵۰ متر است. این فرودگاه در کشور ایالات متحده آمریکا قرار دارد و در ارتفاع ۲۰۰ متری از سطح دریا واقع شده‌است.